# Hymenodon sericeus
Hymenodon sericeus là một loài rêu trong họ Rhizogoniaceae. Loài này được (Dozy & Molk.) Müll. Hal. mô tả khoa học đầu tiên năm 1847.